# ملعب دا لوز (1954)
ملعب دا لوز أو ملعب النور كان ملعب كرة قدم متعدد الأغراض يقع في لشبونة، البرتغال، يتسع لـ 40000 متفرج. تم وضع حجر الأساس للملعب في 14 يونيو 1953. بدأ بناؤه في 1953 وافتتح في 1 ديسمبر 1954. تمت توسعته في 1970. تم تجديده في 1958. تم هدمه في 2002 وبناء ملعب دا لوز الجديد.

## وصلات خارجية
- الموقع الرسمي